# Bennettville
Bennettville (chiamata anche Bennett City e Tioga) è un insediamento e Città fantasma nella Contea di Mono in California. Si trova sul torrente Mine (Mine Creek) a 4 miglia (6.4 km) est sudest del Monte Conness.

## Storia
L'attività di estrazione iniziò nel 1860. La prima miniera prese il nome di Tioga quando fu acquistata dalla Great Sierra Consolidated Mining Company. Nel 1878 erano presenti molte miniere del distretto di Tioga.
L'ufficio postale di Tioga operò dal 1880 al 1881. L'ufficio postale di Bennettville operò poi dal 1882 al 1884 che furono gli anni di crescita della città.
La città prende il nome da Thomas Bennett il presidente di una compagnia che possedeva miniere. La stessa compagnia trasportò tonnellate di equipaggiamenti, spendendo 300.000 dollari per sviluppare la città ma non fu trovato oro.
Bennettville era già una città fantasma nel 1890.
I resti di Bennettville consistono in due placche commemorative e due edifici sulla sommità di una collina, restaurati nel 1993.